# مصطفی کیانی (بازیکن فوتبال ساحلی)
مصطفی کیانی هرچگانی (زاده ١ شهریورماه ١٣۶۴-بوشهر) بازیکن تیم ملی فوتبال ساحلی ایران است که در پست مدافع بازی می‌کند. وی از سال ١٣۹۰ در عضویت تیم ملی فوتبال ساحلی ایران است. 
او با تیم فوتبال ساحلی چهار بار قهرمان مسابقات جام بین قاره ای در کشور امارات شده‌ و دو بار قهرمان آسیا.
او هم اکنون عضو تیم پارس جنوبی بوشهر است.
کیانی در کارنامه خود قهرمانی با تیم فوتبال ساحلی در مسابقات فوتبال ساحلی آسیا و مقام سومی جام جهانی فوتبال ساحلی ۲۰۱۷ را دارد. 